# Panyingkiran (Panyingkiran)
Panyingkiran is een bestuurslaag in het regentschap Majalengka van de provincie West-Java, Indonesië. Panyingkiran telt 3905 inwoners (volkstelling 2010).